# 東洋カプセル
東洋カプセル株式会社（とうようカプセル、英: TOYO CAPSULE co.,Ltd.）は、静岡県富士宮市に本社を置く医薬品および食品製造会社である。

## 沿革
- 1968年2月 - 静岡県富士宮市大中里で平板法による軟カプセル製造を開始する。
- 1968年4月 - 同所に於いて軟カプセルの充填を開始する。
- 1971年3月 - PTP包装機の導入を図る。
- 1978年7月 - 厚生省行政指導によるGMP適合工場の建設と軟カプセル自動機を導入し、大量生産体制を整える。
- 1984年6月 - 錠剤関係への進出を図り、錠剤部門の増産体制の設備増強。
- 1986年4月 - 芝川工場完成。
- 1989年2月 - 研究開発部門を独立させ、研究所を設置。
- 1995年2月 - 医薬品輸入販売業許可取得。
- 1996年6月 - 医薬品販売業許可取得。
- 2002年4月 - 硬カプセル専用工場完成。
- 2002年7月 - 研究所、医薬品包装棟完成。
- 2005年4月 - 医薬品製造販売業取得。
- 2006年4月 - 医薬品保管棟完成。
- 2007年4月 - 医薬品製造専用棟完成。
- 2007年7月 - 硬カプセル専用工場完成。
- 2011年9月 - 流体製剤棟完成。
- 2014年12月 - 富士山工場ならびにQA&QCテクニカルセンター竣工。
- 2018年2月 - 創業50周年。
- 2018年11月 - 富士山工場倉庫棟新設
- 2023年10月 - 新製剤棟建設着工。
- 2025年2月 - 新製剤棟「正式名：富士山工場　第２棟」完成。

## 事業所
- 本社（静岡県富士宮市中里東町）
- 本社工場（静岡県富士宮市中里東町）
- 富士山工場（静岡県富士宮市南陵）
- QA&QCテクニカルセンター（静岡県富士宮市南陵）
- 芝川工場（静岡県富士宮市下柚野）
- 東京オフィス（東京都中央区京橋）